# Фрэнсис, Джулиус
Джулиус Фрэнсис — (англ. Julius Francis, 8 декабря 1964 года Лондон, Великобритания) — британский боксёр-профессионал, выступавший в тяжёлой (Heavyweight) весовой категории. Чемпион Великобритании в супертяжелом весе (1997, 1999 г.).

## Профессиональная карьера
Джулиус Фрэнсис является очень известным джорнименом 90-х годов. встречался со многими известными боксёрами.
Дебютировал в мае 1993 года. провёл 5 победных боёв, и в 6-м победил более опытного Мэнни Бурго (13-1).
Следующий поединок проиграл нокаутом будущему чемпиону, Джону Руису.
В 1995 года, нокаутировал непобеждённого Дамьена Кайзера (8-0), проиграл Скотту Уэлшу (14-2), нокаутировал непобеждённого Нели Кирквуда.
В сентябре 1996 года техническим нокаутом в пятом раунде выиграл у Джеймса Ойеболы (18-3-1).
В 1997 году проиграл Желько Мавровичу (24-0). Нокаутировал Гарри Делани (23-1). Проиграл по очкам немцу Акселю Шульцу, и нокаутом украинцу, Виталию Кличко.
Завоевал титул Великобритании, нокаутировав в 1999 году, непобеждённого Пеле Рейда (13-0), затем победил по очкам непобеждённого соотечественника Дэнни Уильямса (15-0). Взял реванш и победил Скотта Уэлша (22-3).
В январе 2000 года проиграл нокаутом во втором раунде, Майку Тайсону.
В июле 2001 года проиграл реванш Дэнни Уильямсу.
В 2002 году нокаутировал непобеждённого Стивена Нельсона (17-0). Все последующие бои проиграл, но среди оппонентов Фрэнсиса, были такие известные боксёры как: Синан Шамиль Сам, Владимир Вирчис, Луан Красничи, Олег Маскаев, Мэтт Скелтон, Одли Хариссон, Александр Дмитренко, Тарас Биденко и Роман Гринберг.